# José Justo Gómez de la Cortina
José Justo Gómez de la Cortina   (Ciutat de Mèxic, 9 d'agost de 1799 - Ciutat de Mèxic, 6 de gener de 1860) fou un escriptor, polític i diplomàtic mexicà.
Als quinze anys d'edat fou enviat a Madrid per acabar la seva educació; va estudiar a Alcalá de Henares, va guanyar per oposició la càtedra de geografia militar i va entrar com a oficial al cos d'enginyers. Més tard va ser utilitzat en la diplomàcia. Gómez de la Cortina va tornar al seu país el 1832, va treballar sense parar per fomentar l'educació literària a Mèxic i aviat va adquirir gran influència política. Però això li va valer per ser expulsat de Mèxic el 1833 i un any després el general Santa Anna li va permetre el retorn.
Després va exercir molts càrrecs públics, incloent-hi els de ministre d'Hisenda, president de la Junta d'Hisenda, coronel del cos de granaders, membre de la Junta de Notables, que va redactar les bases per a l'organització de la República; Va escriure nombrosos articles, Memòries i opuscles i les següents obres publicades, sense esmentar les que va deixar inèdites:
- Castilla historial (1833);
- Diccionario de sinónimos castellanos (1845);
- Leonor, novel·la (1845);
- Euclea ó la griega de Trieste, novel·la (1845);
- Diccionario manual de las voces técnicas castellanas, en bellas artes (1848);
- Los enviados diplomáticos, sus atribuciones y derechos (1854);
- Prontuario diplomático y consular (1856).

Va traduir el 1828, del filoleg alemany Friedrich Bouterwek, Geschichte der Poesie und Beredsamkeit (Història de la poesia i l'eloqüència).